# I'm Free
I'm Free är en låt av det brittiska rockbandet The Rolling Stones och är skriven av gruppens sångare Mick Jagger och bandets gitarrist Keith Richards. Låten finns kom först med på den brittiska version av Out of Our Heads från september 1965 och släpptes senare samma år som B-sida till Get Off of My Cloud och på albumet December's Children (And Everybody's).
1990 gjorde det skotska bandet The Soup Dragons tillsammans med reggaestjärnan Junior Reid en coverversion av låten som hamnade högt på listorna.